# Neurônio espinhal
Um neurônio espinhal é um neurônio da medula espinhal .
Alguns neurônios espinhais são heteroméricos, ou seja, eles têm processos que atravessam para o lado oposto da medula espinhal 